# Macropodia (hooiwagenkrab)
Macropodia is een geslacht van hooiwagenkrabben.

## Soortenlijst
- Macropodia cirripilus Kensley, 1980
- Macropodia czernjawskii (Brandt, 1880)
- Macropodia deflexa Forest, 1978 - Krombekhooiwagenkrab
- Macropodia doracis Manning & Holthuis, 1981
- Macropodia formosa Rathbun, 1911
- Macropodia gilsoni (Capart, 1951)
- Macropodia hesperiae Manning & Holthuis, 1981
- Macropodia intermedia Bouvier, 1940
- Macropodia linaresi Forest & Zariquiey Alvarez, 1964 - Sikkelhooiwagenkrab
- Macropodia longicornis A. Milne-Edwards & Bouvier, 1899
- Macropodia longipes (A. Milne-Edwards & Bouvier, 1899)
- Macropodia longirostris (Fabricius, 1775)
- Macropodia macrocheles (A. Milne-Edwards & Bouvier, 1898)
- Macropodia rostrata (Linnaeus, 1761) - Gewone hooiwagenkrab
- Macropodia straeleni Capart, 1951
- Macropodia tenuirostris (Leach, 1814) - Grote hooiwagenkrab
- Macropodia trigonus Richer de Forges, 1993